# Ług (hydrobiologia)

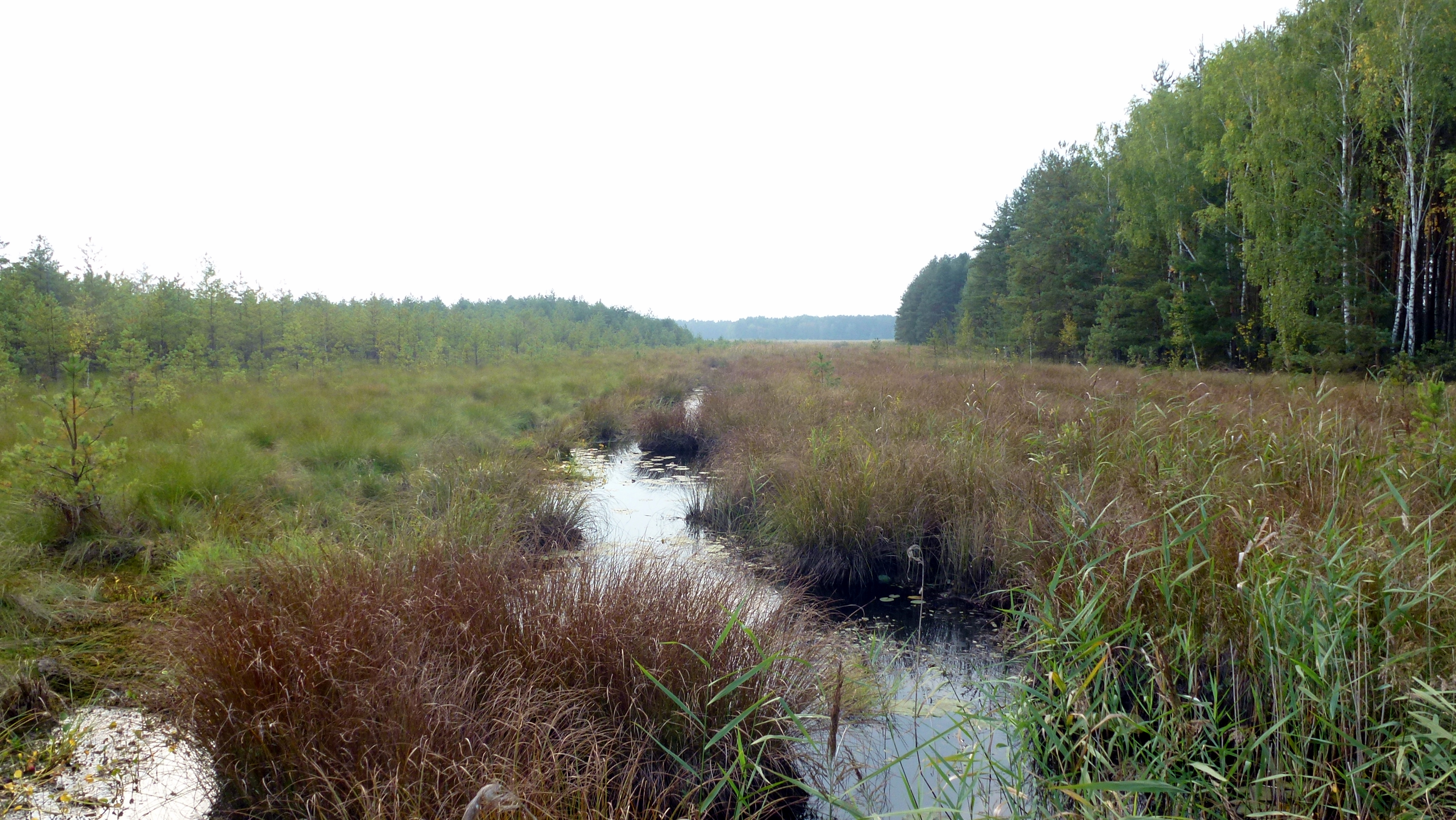
Rezerwat przyrody Imielty Ług.

Ług – staropolskie słowo związane z miejscami podmokłymi, które oznaczało:
- bagno[2][3][4][5], mokradło[2][6][3][5], moczar[2][6], trzęsawisko[6]
- bagnistą łąkę[6][7][8][9], łęg[7]
- jezioro[3]
- gaj[3][5] lub też święty gaj w Biblii, w którym oddawano cześć pogańskim bóstwom[3][2]
- nizinę[2], nizinny brzeg rzeki[2]
- łąkę[8][9]
- smugę w polu[8]

Niektórzy precyzują, że mogła to być bagnista łąka położona wśród lasów (np. Zǔorowi–ług), inni, że nadrzeczna, czasem podmokła.
Według Słownika etymologicznego języka polskiego Aleksandra Brücknera z 1927 roku, sens słów ług i łęg pokrywał się w pewnym zakresie. Obydwa oznaczały nizinę, nizinny brzeg rzeki lub moczar. Zdaniem niektórych badaczy pochodzą one prawdopodobnie od jakiegoś słowa oznaczającego zbiornik wodny lub kałużę, a wyraz ług był używany do określenia podmokłej łąki.
Obszary położone na ługu były to tereny podmokłe. Określenie to stosowano zarówno w odniesieniu do terenów otwartych jak i okresowo zalewanych, porośniętych drzewami. Gleby na ługu (mady wiślane) były bardzo żyzne.
Łuża w nazwie krainy historycznej Łużyce pochodzi prawdopodobnie od wyrazu ług, oznaczającego zbiornik wodny, kałużę, słowo Łużyce byłoby określeniem krainy nizinnej, moczarowej.
Pospolite niegdyś słowo ług przetrwało do czasów obecnych w nazwach własnych.